# Symplectoscyphus bathyalis
Symplectoscyphus bathyalis is een hydroïdpoliep uit de familie Sertulariidae. De poliep komt uit het geslacht Symplectoscyphus. Symplectoscyphus bathyalis werd in 1972 voor het eerst wetenschappelijk beschreven door Vervoort. 